# كلايف أوين
كلايف أوين (بالإنجليزية: Clive Owen)‏ (مواليد 3 أكتوبر 1964م) ممثل بريطاني، حاصل على جائزة الغولدن غلوب 2005 لأفضل ممثل في دور مساند عن دوره في فيلم كلوزر، وحصل بنفس الدور على جائزة أفضل ممثل في دور مساند من الأكاديمية البريطانية لفنون الفيلم والتلفزيون، كما حصل على جائزة نقابة ممثلي الشاشة 2001 لأفضل فريق ممثلين عن دورهم في فيلم جوسفورد بارك. كما رشح لجائزة الأوسكار كأفضل ممثل مساعد عام 2005م عن دوره في فيلم Closer. كما حصل أيضًا في 20 سبتمبر 2018م علي جائزة سينمائية جديدة تحمل أسم الممثل المصري الراحل عمرالشريف وكان هذا في الدورة الثانية لمهرجان الجونة السينمائي المقام في مصر.[بحاجة لمصدر]

## حياة مبكرة
ولد كليف أوين في 3 أكتوبر 1964م في كيريسلي، كوفنتري (ثم في وارويكشاير)،  وهو الرابع من بين خمسة أبناء ولدوا لباميلا (ني كوتون) وجيس أوين. ترك والده، وهو مغني وطني وغربي، العائلة عندما كان أوين في الثالثة من عمره، وعلى الرغم من المصالحة القصيرة عندما كان أوين في التاسعة عشرة من عمره، ظل الاثنان منفصلين. وقد وصف طفولته بأنها "قاسية".
بينما كان معارضًا لمدرسة الدراما في البداية ، غير رأيه في عام 1984، بعد فترة طويلة وغير مثمرة من البحث عن عمل. تخرج أوين في الأكاديمية الملكية للفنون المسرحية. بعد التخرج ، عمل في Young Vic ، حيث أدى في العديد من مسرحيات شكسبير. 

## وصلات خارجية
- كلايف أوين على موقع IMDb (الإنجليزية)
- كلايف أوين على موقع ميتاكريتيك (الإنجليزية)
- كلايف أوين على موقع روتن توميتوز (الإنجليزية)
- كلايف أوين على موقع مونزينجر (الألمانية)
- كلايف أوين على موقع قاعدة بيانات الأفلام العربية
- كلايف أوين على موقع ألو سيني (الفرنسية)
- كلايف أوين على موقع ميوزك برينز (الإنجليزية)
- كلايف أوين على موقع تيرنر كلاسيك موفيز (الإنجليزية)
- كلايف أوين على موقع أول موفي (الإنجليزية)
- كلايف أوين على موقع بوكس أوفيس موجو (الإنجليزية)